# Mysore
Mysore (Mysuru sau ಮೈಸೂರು Maisūru) este un oraș în statul Karnataka, districtul Mysore, India. Orașul se află la altitudinea de 763 m deasupra n.m., ocupă suprafața de 151 km2 și avea în 2011, 920,550 loc. El este al doilea oraș ca mărime în statul Karnataka. Mysore se află situat pe podișul Dekkan la 146 km sud-vest de Bangalore. În oraș există din 1916 Universitatea Kannada, unde majoritatea materiilor sunt predate în limba locală. În anul 2006 cu ocazia sărbătoririi a 50 de ani de la înființarea statului Karnataka, s-a hotărât redenumirea engleză a orașului în Mysuru, lucru neacceptat de guvernul Indiei.